# Carditsa (unidade regional)
Carditsa (em grego: Καρδίτσα; romaniz.: Kardítsa) é uma unidade regional da Grécia, localizada na periferia da Tessália. Sua capital é a cidade de Carditsa.